# Antropofobia
La antropofobia (literalmente 'miedo a la gente', del griego: ἄνθρωπος, anthropos, 'hombre' y φόβος, phobos, 'temor'), también llamado fobia a las relaciones interpersonales o fobia social, es el miedo patológico a las personas o la compañía humana. 
La antropofobia es un subtipo de fobia social, que puede manifestarse con temor a ruborizarse, mantener contacto visual; malestar o incomodidad al aparecer en sociedad, etc. Existe un trastorno específico en la cultura japonesa conocido como Taijin kyofusho.
La antropofobia puede ser definida como el temor hacia las personas en situaciones de hacinamiento, pero también puede sentir ansiedad al estar cerca de una sola persona. Las condiciones varían dependiendo del individuo afectado. Algunos casos son leves y se pueden manejar, mientras que los casos más graves puede conducir al retiro social completo (marginación y exclusión social) y el uso exclusivo de medios de comunicación escrita y electrónica.

Como la mayoría de las fobias, la antropofobia es el resultado de experiencias traumáticas. Dado que las fobias sociales (trastorno de ansiedad social) son más complejas que otras fobias, se cree que esta fobia específica a las personas puede ser debido a factores genéticos o de herencia.
En 2009, un estudio investigó el impacto de la antropofobia en culturas específicas. 50 pacientes con diagnóstico de antropofobia, 50 pacientes con diagnóstico de neurastenia, y 50 sujetos de control fueron reclutados en hospitales de Beijing, China, y se cuantificaron los síntomas de ansiedad. Los pacientes con antropofobia no podían mantener contacto visual con los demás y tenían miedo de ser observados y juzgados. La conclusión fue que los antropofóbicos, al igual que los neurasténicos, sufren ansiedad y depresión, pero "más cognitiva y menos somática".

## Evaluación diagnóstica y tratamiento
La antropofobia es el miedo o aversión irracional hacia las personas o la sociedad en general. Puede manifestarse de diversas formas, como el miedo a las multitudes, el miedo a las interacciones sociales o la ansiedad generalizada hacia otras personas. La evaluación, diagnóstico y tratamiento de la antropofobia suelen involucrar a profesionales de la salud mental, como psicólogos o psiquiatras. 
1. Entrevista clínica: Un profesional de la salud mental llevará a cabo una entrevista para recopilar información sobre los síntomas, la historia clínica y cualquier evento traumático o desencadenante.

2. Evaluación psicológica: Pueden administrarse pruebas y cuestionarios para evaluar la gravedad de la antropofobia y para descartar otros trastornos mentales que puedan estar contribuyendo a los síntomas.

3. Evaluación de comorbilidades: Es importante determinar si la antropofobia está relacionada con otros trastornos como la ansiedad social, el trastorno de pánico, la fobia social u otros trastornos de ansiedad.
En cuanto al tratamiento contamos con varios tipos de terapia: 
1. Terapia cognitivo-conductual (TCC): La TCC es uno de los enfoques más efectivos para tratar la antropofobia. Ayuda a los individuos a identificar y cambiar pensamientos irracionales o distorsionados y a desarrollar habilidades para enfrentar sus miedos de manera gradual.

2. Terapia de exposición: La terapia de exposición es una parte importante de la TCC. Implica enfrentar gradualmente las situaciones que generan miedo, lo que ayuda a reducir la ansiedad con el tiempo.

3. Terapia farmacológica: En algunos casos, los medicamentos como los antidepresivos o los ansiolíticos pueden ser recetados por un psiquiatra para ayudar a controlar los síntomas de ansiedad asociados con la antropofobia.

4. Terapias alternativas: En algunos casos, las terapias complementarias como la terapia de grupo, la terapia de aceptación y compromiso (ACT) o la terapia de exposición virtual también pueden ser beneficiosas.

5. Apoyo social: El apoyo de amigos y familiares puede ser fundamental en el proceso de tratamiento. La comprensión y el aliento de las personas cercanas pueden ayudar a reducir la ansiedad social.

Es importante destacar que el tratamiento de la antropofobia es altamente individualizado, y la elección de enfoques terapéuticos puede variar según la gravedad de los síntomas y las necesidades específicas de cada persona. Si tú o alguien que conoces está luchando con la antropofobia, es esencial buscar la ayuda de un profesional de la salud mental para recibir una evaluación y tratamiento adecuados.

## Recursos externos
- Datos: Q574485